# 1-Methyl-1-propylpiperidiniumtetrafluoroborat
1-Methyl-1-propylpiperidiniumtetrafluoroborat ist ein organisches Salz aus der Gruppe der Tetrafluoroborate. Die Substanz und verwandte alicyclische Alkylammoniumtetrafluoroborate wurden 1986 von Mitsubishi Petrochemicals zum Patent angemeldet.

## Eigenschaften
Das Tetrafluoroborat-Anion von 1-Methyl-1-propylpiperidiniumtetrafluorborat hydrolysiert in Gegenwart von Wasser langsam.

## Synthese
Ein Syntheseweg geht von 1-Methylpiperidin, welches mit 1-Brompropan umgesetzt wird, aus. Das resultierende 1-Methyl-1-propylpiperidiniumbromid kann in einer Salzmetathese mit Natriumtetrafluoroborat zum 1-Methyl-1-propylpiperidiniumtetrafluoroborat umgesetzt werden.

## Verwendungen
1-Methyl-1-propylpiperidiniumtetrafluoroborat kann in Lithiumcobaltoxid-basierten Batterien als Hochspannungsadditiv verwendet werden.

## Externe Links zu erwähnten Verbindungen
1. ↑  Externe Identifikatoren von bzw. Datenbank-Links zu 1-Methyl-1-propylpiperidiniumbromid:  CAS-Nr.: 88840-42-0, PubChem: 60196385, Wikidata: Q81984636.